# Solanum umbratile
Solanum umbratile är en potatisväxtart som beskrevs av John Robert Johnston. Solanum umbratile ingår i släktet skattor som ingår i familjen potatisväxter. Inga underarter finns listade i Catalogue of Life.